# 小西那奈
小西 那奈（こにし なな、1987年7月7日 - ）は、日本の元AV女優。

## 略歴
千葉県出身。2007年4月「初花」でKUKI専属でAVデビュー。2008年9月 MAX-Aから「連続絶頂イカせFUCK 小西那奈」が発売。以降はKUKIとMAX-Aと並行して発売していく。2009年7月 プレミアムからセルデビュー。2010年10月をもってAV女優を引退。

## 人物
趣味はヨガ、特技は年齢当て。

## 作品

### アダルトビデオ

#### KUKI
- 初花（2007年4月27日）
- SEX.（2007年5月31日）
- 熱帯ビキニ! BEACH SEX LIVE（2007年6月25日）
- ボディフェティッシュ（2007年7月26日）
- 恋人映像（2007年8月24日）
- THEオフィスレイプ（2007年9月28日）
- 部活H!（2007年10月25日）
- Mルームサービス（2007年11月26日）
- Grand prix 小西那奈 SexyDance 凌辱 レイプ フェチ リアルSEX...and more!（2007年12月1日）
- びしょ濡れブートキャンプ（2007年12月28日）
- 妹萌え 女子高生side（2008年1月11日）
- 妹萌え コスプレside（2008年1月25日）
- ワーキングガール 高級キャバクラ嬢 side（2008年2月8日）
- ワーキングガール ナース×女医 side（2008年2月22日）
- 妄想オフィス 秘書 side（2008年3月14日）
- 妄想オフィス OL side（2008年3月28日）
- フーゾクDX 指名No.1 極上フーゾク姫（2008年4月25日）
- 女教師 行列のできる裏授業（2008年5月23日）
- デビュー1周年記念! 小西那奈が選ぶエロカウントダウンBEST10（2008年6月13日）
- 痴漢バス たまらない食い込み（2008年6月27日）
- 裸BEACH PARTY（2008年7月11日）
- オナニーメイト（2008年8月8日）
- DOUBLE. 小西那奈×桜木凛（2008年8月22日）…共演:桜木凛
- アスリートウーマン 4時間（2008年9月26日）
- 24時間出し入れ自由 レンタルウーマン（2008年10月24日）
- スーツスタイルウーマン 4時間（2008年11月28日）
- 汗だくSEX (2008年12月12日)
- KUKI未公開 01 (2008年12月12日)）…他出演:並木優、桜木凛、星野姫夏
- 3Pオフィス (2009年2月27日)
- 合コンの王様　売れっ子単体女優のみなさんと合コン＆即SEX（2009年3月27日）…共演:桜木凛、並木優、葉山潤子、黒川きらら
- ザ・禁断 いけない関係 (2009年3月27日)
- 小西那奈が素人男性をエロ面接！ 男優オーディション×筆おろし (2009年4月24日)
- イカす中出し温泉旅行。 (2009年5月22日)
- デビュー2周年記念！小西那奈が選ぶエロぃカウントダウンBEST12 (2009年7月24日)

#### MAX-A
- MAX GIRLS9 ストッキング編（2008年9月12日）…他出演:桜井りあ、黒木アリサ、ほしのみゆ、伊東遥、栗林里莉、篠崎ミサ
- 連続絶頂イカせFUCK（2008年9月26日）
- 女教師狩りin小西那奈（2008年11月28日）
- MAX GIRLS 13　顔射祭（2009年1月9日）…他出演:伊東遥、光月夜也、千堂まゆみ、黒木アリサ、愛沢蓮、鈴木ミント、希志あいの、ほしのみゆ、藤崎セシル
- 美癒 小西那奈（2009年1月23日）
- 巨乳☆美乳20連発!!（2009年2月27日）…他出演:黒木アリサ、愛沢蓮、くるみひな、灘坂舞、北原多香子、橘くらら、前嶋美歩、吉崎直緒、鮎川なお、飯島夏希、愛里ひな、浜崎りお、小坂めぐる、蜜井とわ、真田春香、香坂百合、辻さき、妃乃ひかり、鈴木さとみ
- 童貞狩り（2009年6月12日）
- MAXGIRLS⑱OL×セクハラ（2009年6月12日）…他出演:伊東遥、夏咲まりみ、安藤美沙、椎名ゆな、藤崎セシル、朝日奈あかり
- MAX-A上半期BEST8時間2枚組（2009年7月10日）
- 犯られまくる淫乱女教師22人（2009年8月14日）…他出演:伊東遥、Rio、黒木アリサ、鈴木ミント、朝日奈あかり、光月夜也、ほしのみゆ、希志あいの、蜜井とわ、あすかりの、浜崎りお、長瀬茜、小泉梨菜、吉崎直緒、若菜ひかる、灘坂舞、北原多香子、安堂エリカ、千堂まゆみ、栗林里莉、篠崎ミサ
- 犯られまくる淫乱看護師21人（2009年8月14日）…他出演:篠崎ミサ、鈴木ミント、藤崎セシル、伊東遥、ほしのみゆ、黒木アリサ、愛沢蓮、辻さき、桜井りあ、篠崎ミサ、小坂めぐる、高瀬七海、彩音リカ、原更紗、飯島夏希、キヨミジュン、小泉梨菜、灘坂舞、吉崎直緒、北原多香子
- 犯られまくる淫乱OL25人（2009年9月25日）
- 新 MAXピンクファイル 小西那奈（2009年11月13日）

#### プレミアム(PREMIUM)
- 小西那奈、セル解禁。（2009年7月7日）
- グラマラス家庭教師（2009年8月7日）
- 小西那奈グラマラス6本番スーパーラグジュアリー（2009年9月7日）
- 小西那奈が100％彼女目線でアナタとHな同棲生活。（2009年10月7日）
- 小西那奈の手コキ・淫語・誘惑痴女（2009年11月7日）
- 小西那奈のスーツ・コス（2009年12月7日）
- 美人妻・那奈の痴態 夫の前で寝取られて（2010年1月7日）
- 変態オナペット女教師（2010年2月7日）
- プレミア女優のフェラチオBEST 5 8時間（2010年2月7日）…他出演:ほしのみゆ、冬月かえで、桜木凛、穂花、星月まゆら、二宮沙樹、吉崎直緒、ミリア、広瀬奈央美、光月夜也 他9人
- 2009年下半期プレミアム傑作選 MASTERPIECE OF PREMIUM 2009.7～2009.12（2010年2月7日）…他出演:桜木凛、美咲みゆ、光月夜也、冬月かえで、吉崎直緒、ミリア、片岡さき、如月カレン、二宮沙樹 他2人
- 淫・女尻 小西那奈（2010年3月7日）
- 美人OL痴漢地獄 小西那奈（2010年4月7日）
- PREMIUM STYLISH SOAP 小西那奈（2010年5月7日）
- 監禁凌辱 ～恋人の目の前で徹底輪姦～ 小西那奈（2010年6月7日）
- 小西那奈BEST 8時間プレミアム（2010年7月7日）
- 官能、グラマラス。小西那奈（2010年8月7日）
- 失禁、潮吹きナース。小西那奈（2010年9月7日）
- ノーパン女教師 小西那奈（2010年10月7日）

### イメージビデオ
- アイドルと野球拳 DX（2008年2月21日、グラッツコーポレーション）…共演:麻美ゆま、桜井あみ
- オールスター野球拳 2（2008年11月20日、グラッツコーポレーション）…共演:麻美ゆま、吉崎直緒、Rio、君野ゆめ、ほしのまき、桜木凛、桜井あみ
- 裸体 超特大5時間スペシャル 2（2009年3月1日、シャッフル）…他出演:希志あいの、大橋未久、愛海

### ウェブ動画
- 裸体（2008年3月28日、シャッフルTV）
- 小西那奈のアフター7（2008年、X-CITY）

### ゲーム
- アイドルと野球拳DX（PSP）（2008年2月21日、グラッツコーポレーション）…共演:麻美ゆま、桜井あみ
- アイドルと野球拳DX（DVDPG）（2008年2月21日、グラッツコーポレーション）…共演:麻美ゆま、桜井あみ

## 写真集
- NANA色ビーチ（2007年6月、リイド社、撮影：福澤卓弥）ISBN 978-4845833184

## テレビ
- 桃のふくらみ #43（MONDO TV）
- エロ生☆パラダイス （GyaOジョッキー2008年5月20日放送分）